# Satan Met a Lady
Satan Met a Lady är en amerikansk film från 1936 i regi av William Dieterle. Filmens manus är löst baserad på Dashiell Hammetts roman Riddarfalken från Malta, och har filmats ytterligare två gånger, 1931 som Falken från Malta och 1941 som Riddarfalken från Malta.

## Medverkande (urval)
- Bette Davis – Valerie Purvis
- Warren William – Ted Shayne
- Alison Skipworth – Madame Barabbas
- Arthur Treacher – Anthony Travers
- Marie Wilson – Miss Murgatroyd
- Wini Shaw – Astrid Ames
- Porter Hall – Ames
- Olin Howland – Sergeant Roy Dunhill
- Charles C. Wilson – Lieutenant Pollock